# 连环湖镇
连环湖镇，是中华人民共和国黑龙江省大庆市杜尔伯特蒙古族自治县下辖的一个乡镇级行政单位。
2011年1月4日，黑龙江省民政厅批复同意撤销白音诺勒乡，设立连环湖镇。

## 行政区划
连环湖镇下辖以下地区：
他拉红村、合发村、南岗村、白音诺勒村、长合村、温德沟子村、二龙山村、九河村、巴哈西伯村和连环湖渔业有限公司生活区。